# Jakub Jurka
Jakub Jurka (Olomouc, 13 de junho de 1999) é um esgrimista tcheco.

## Carreira
Ele é neto do esgrimista Jaroslav Jurka e membro do clube TJ Dukla Olomouc, onde é treinado por seu pai, Tomáš Jurka. Em 2017, venceu o Campeonato Europeu de Juniores e o Campeonato Europeu de Sub-23.
Nos Jogos Olímpicos de Verão de 2024, em Paris, conquistou a medalha de bronze na disputa de espada por equipes ao lado de Jiří Beran, Martin Rubeš e Michal Čupr.